# جون روبرت غريني
جون روبرت غريني (بالإنجليزية: John Robert Greene)‏ هو مؤرخ أمريكي، ولد في 13 أبريل 1955 في سيراكيوز في الولايات المتحدة.